# Померанье (деревня)
Помера́нье — деревня в Трубникоборском сельском поселении Тосненского района Ленинградской области.

## Название
Померанье возникло в конце XVIII века как немецкая колония, основанная выходцами из немецкой земли Померания.

## История
На карте Санкт-Петербургской губернии Я. Ф. Шмидта 1770 года не упоминается.
На карте Ф. Ф. Шуберта 1844 года обозначено село Померанье, состоящее из 77 крестьянских дворов.

ПОМЕРАНЬЕ — село, Померанского сельского общества, на Петербургском шоссе.

Дворов крестьянских — 77, бобылей — 11, других сословий — 8. Строений — 241, в том числе жилых — 90. Школа, кузница, 2 мелочные и 2 мануфактурные лавки, 13 постоялых дворов, трактир, питейный дом, чайная лавка.

Число жителей по семейным спискам 1879 г.: 205 м. п., 275 ж. п.; по приходским сведениям 1879 г.: 216 м. п., 307 ж. п.;

ПОМЕРАНЬЕ — станция Николаевской железной дороги, прихода села Померанья, в 1 версте от села.

Строений — 6, в том числе жилых — 4. Число жителей по приходским сведениям 1879 г.: 18 м. п., 6 ж. п. (1884 год)

Сборник же Центрального статистического комитета описывал его так:

ПОМЕРАНЬЕ — село бывшее владельческое Любанской волости, дворов — 77, жителей — 428; Волостное правление (уездный город в 96 верстах), церковь православная, часовня, школа, 7 лавок, 13 постоялых дворов, трактир. В 7 верстах — богадельня. (1885 год)

Согласно данным первой переписи населения Российской империи:

ПОМЕРАНЬЕ — деревня Новгородского уезда, православных — 511, мужчин — 275, женщин — 246, обоего пола — 521. (1897 год)

В конце XIX — начале XX века Померанье административно относилось к Любанской волости 1-го стана 1-го земского участка Новгородского уезда Новгородской губернии.

ПОМЕРАНЬЕ — погост Померанского сельского общества, дворов — 2, жилых домов — 2, число жителей: 4 м. п., 3 ж. п. 

Занятия жителей — причт. Смежно с Помераньем.

ПОМЕРАНЬЕ — село Померанского сельского общества, дворов — 74, жилых домов — 87, число жителей: 161 м. п., 190 ж. п. 

Занятия жителей — земледелие, жел. дор. служащие. Церковь, учебное заведение, хлебозапасный магазин, 5 мелочных лавок, 2 питейных дома, винная лавка, чайная.

ПОМЕРАНЬЕ — посёлок при станции на собственной земле, дворов — 7, жилых домов — 7, число жителей: 16 м. п., 13 ж. п. 

Занятия жителей — земледелие, служба на жел. дор. Близ станции Померанье.

ПОМЕРАНЬЕ — станция Николаевской ж. д., число жителей: 41 м. п., 20 ж. п. 

Занятия жителей — служба на жел. дор. Смежно с посёлком Померанье. (1907 год)

В 1915 году, согласно военно-топографической карте Петроградской и Новгородской губерний, Померанье насчитывало 80 дворов.
Постановлением Новгородского уисполкома от 11 июля 1918 года была образована Померанская волость из селений Любанской волости: Бабино, Бабинская Лука, Большая Кунесть, Воронин Остров, Горка, Дритовно, Дроздово, Дуброво, Коколаврик, Лупполь, Ляды, Малая Кунесть, Молоди, Померанье, Пузырёво, Пустой Луг, Трубников Бор, Черемная Гора, Чудский Бор.
С 1917 по 1927 год село Померанье входило в состав Любанской волости Новгородского уезда Новгородской губернии.
С 1927 года в составе Любанского района.
С 1930 года в составе Тосненского района.
По данным 1933 года село Померанье входило в состав Любанского сельсовета Тосненского района.
- План деревни Померанье. 1937 год

Согласно топографической карте 1937 года деревня насчитывала 154 двора, в деревне находились школа, церковь и сельсовет.
Померанье было освобождено от немецко-фашистских оккупантов 29 января 1944 года.
В 1958 году население села Померанье составляло 458 человек.
По данным 1966 и 1973 годов это была уже деревня Померанье, которая также находилась в составе Любанского сельсовета.
По данным 1990 года деревня Померанье входила в состав Чудскоборского сельсовета Тосненского района.
В 1997 году в деревне Померанье Чудскоборской волости проживали 212 человек, в 2002 году — 220 человек (русские — 96 %).
в 2007 году в деревне Померанье Трубникоборского СП — 155 человек.

## География
Деревня расположена в восточной части района на федеральной автодороге М10 (E 105) «Россия» (Москва — Санкт-Петербург) между деревней Трубников Бор (с юга) и городом Любань (с севера).
Расстояние до административного центра поселения — 7 км.
В восточной части деревни находится одноимённая платформа московского направления Санкт-Петербургского отделения Октябрьской железной дороги.

## Демография
| 2007 | 2010 | 2017 |
| ---- | ---- | ---- |
| 155  | ↘153 | ↗160 |

## Достопримечательности
- Почтовая станция — объект культурного наследия регионального значения[1], была основана в 1796 году вместо яма в Любани, единственная сохранившаяся из двадцати пяти станций почтового тракта Санкт-Петербург — Москва[3]

## Известные уроженцы
- Боголюбов, Алексей Петрович (1824—1896) — русский художник-маринист, мастер батальной марины

## Улицы
Железнодорожная, Московское шоссе, Станционная.